# Aprostocetus basimacula
Aprostocetus basimacula is een vliesvleugelig insect uit de familie Eulophidae. De wetenschappelijke naam is voor het eerst geldig gepubliceerd in 1904 door Cameron.